# ヴァイアコム18
ヴァイアコム18（Viacom 18）は、インド・ムンバイに拠点を置く企業で、リライアンス・インダストリーズとBodhi Tree Systemsが立ち上げた合弁企業。
2010年1月、TV18はアメリカ合衆国でカラーズTVを立ち上げ国際市場に乗り出した。同年7月にサン・ネットワークと合弁事業を興してサン18を立ち上げた。同年12月には若年成人層をターゲットにしたチャンネル「ニコロデオン・ソニック」を開設した。2018年1月31日、TV18はバイアコムと合弁偉業を興すことを発表し、新企業の過半数の株式を取得した。2024年11月14日、リライアンス・インダストリーズは、ヴァイアコム18とスター・インディアの合併が発効したと発表し、メディアリリースを発表した。

## チャンネル

### SDチャンネル
- カラーズTV
- カラーズ・バングラ（英語版）
- カラーズ・バングラ・シネマ（英語版）
- カラーズ・グジャラーティ（英語版）
- カラーズ・グジャラーティ・シネマ
- カラーズ・インフィニティー（英語版）
- カラーズ・カンナダ（英語版）
- カラーズ・カンナダ・シネマ（英語版）
- カラーズ・スーパー（英語版）
- カラーズ・マラーティー（英語版）
- カラーズ・オリヤー
- カラーズ・タミル（英語版）
- コメディ・セントラル（英語版）
- MTVインディア（英語版）
- MTVビート
- VH1インディア（英語版）
- ニコロデオン・インディア（英語版）
- ニック・ジュニア・インディア（英語版）
- ニコロデオン・ソニック（英語版）
- カラーズ・リシュティー（英語版）
- カラーズ・シネプレックス（英語版）

### HDチャンネル
- カラーズHD
- カラーズ・シネプレックスHD
- カラーズ・バングラHD
- カラーズ・インフィニティー
- コメディ・セントラルHD
- カラーズ・カンナダHD
- カラーズ・マラーティーHD
- カラーズ・タミルHD
- MTV HD+
- MTVビートHD
- ニックHD+
- VH1 HD

### デジタル
- ヴォート（英語版）